# Fort de Vaujours
Koordinaten: 48° 55′ 41,7″ N, 2° 35′ 50,4″ O

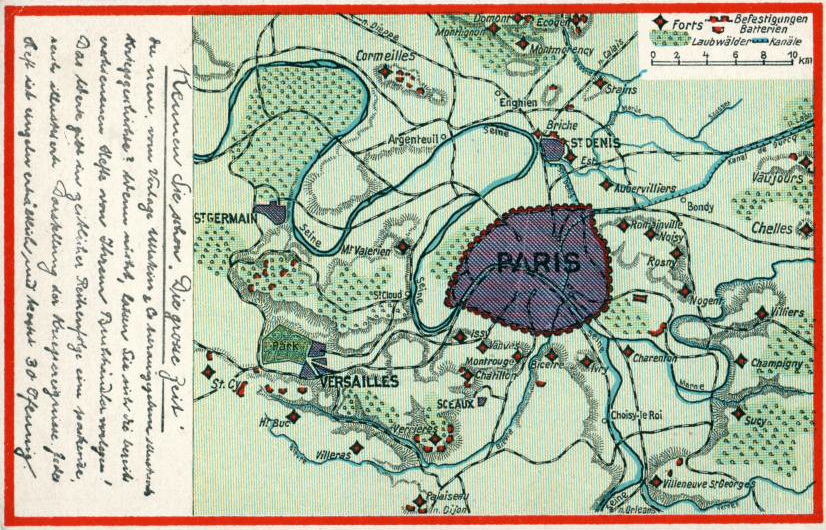
Plan der Forts zur Verteidigung von Paris (Mitte rechts: Vaujours)

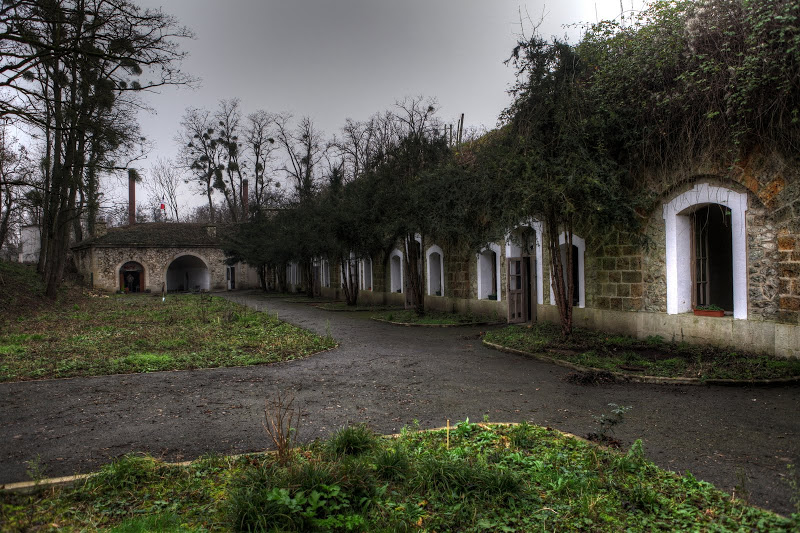
Fort de Vaujours: La Batterie Sud

Das Fort de Vaujours ist eine der Festungen, die Ende des 19. Jahrhunderts als Teil der Barrière de fer („Eiserne Barriere“) zur Verteidigung von Paris errichtet wurden und liegt auf Gemarkungsteilen der Gemeinden Courtry (Département Seine-et-Marne) und Vaujours (Département Seine-Saint-Denis). Zu Beginn des Zweiten Weltkriegs wurde das Fort von der Daladier-Regierung als Internierungslager eingerichtet und diente während der deutschen Besetzung als Munitionslager der Wehrmacht. Von 1956 bis 1997 befand sich auf dem Gelände des Forts ein Forschungszentrum der CEA, des französischen Kommissariats für Atomenergie und alternative Energien, dessen atomare Hinterlassenschaften eine Nutzung des Geländes bis heute verhindern.

## Die Ursprünge des Forts
Aur der Webseite der Gemeinde Courtry erfährt man lediglich, dass „1874 […] der Weinberghügel zum Fort de Vaujours“ wurde und dort von 1956 bis 1998 die CEA ansässig war. Auf der Webseite der Nachbargemeinde Vaujours fehlen selbst diese Hinweise. Der Präfekt des Departements Seine-et-Marne lässt immerhin wissen, dass das Fort 1874 im Rahmen der Bemühungen zur Erneuerung der Verteidigung von Paris beschlossen und der Bau 1883 abgeschlossen wurde. Das Fort verfügte über zwei vorgelagerte Batterien, die durch einen überdachten Weg mit dem zentralen Fort verbunden waren. Der gesamte Komplex wurde bis 1939 vom französischen Militär genutzt.

## Die Nutzung des Forts seit 1939 und in der unmittelbaren Nachkriegszeit
In einer Bildunterschrift aus dem August 2021 ist zu lesen, dass das Fort 1939 als Internierungslager für vorbestrafte Personen diente. Ein weiterer Hinweis auf das Lager findet sich in einem Artikel über den nach Auschwitz deportierten François Trébatius, über den es dort heißt:

„Aus den Listen der Polizeipräfektur (BA 1837 liste des internés aux camps de Vaujours et des Tourelles) ist bekannt, dass er 1939 im Lager Vaujours interniert war (das Fort Vaujours wurde ab dem 19. Dezember 1939 von der Regierung Daladier als Internierungslager für gerichtlich Verurteilte und für mobilisierbare "Leute ohne Schuldanerkenntnis" genutzt).“

Weitergehende Informationen über die Nutzung des Forts als Internierungslager gibt es kaum, und es ist auch nicht bekannt, ob sich ausländische Internierte in diesem Lager aufhielten.
Im Juni 1940 wurde das Fort von der deutschen Wehrmacht besetzt, die hier ein Munitionslager einrichtete. Als die Deutschen 1944 abziehen mussten, sprengten sie das Munitionslager und die Kasernengebäude des Forts; die Batterien blieben intakt. 1947 übernahm die Poudrerie nationale de Sevran-Livry, eine staatliche Schießpulverfabrik, das Fort und führte auf dem Gelände bis 1955 verschiedene Experimente mit explosiven Produkten durch.

## Das atomare Forschungszentrum und die Folgen
Am 3. Juni 1955 wurde auf dem Fort-Gelände das Centre d'Études de Vaujours (CEV) gegründet. Das CEV sollte für die Herstellung von Atomwaffen erforderliche Studien durchführen und war wesentlich an der Entwicklung der ersten französischen Atombombe beteiligt. Die Entwicklung des Zünders der Bombe beruhte auf den Arbeiten des CEV.
Das CEV wurde der CEA unterstellt, die von 1955 bis 1997 das Fort und anschließende Fläche von zusammen etwa 45 Hektar nutzte und über 300 Büro- und Laborgebäude errichtete. Die Einrichtungen dienten der Erprobung von Pyrotechnik und Kernwaffen mit natürlichem und angereichertem Uran.
Nach der Entscheidung des französischen Präsidenten, alle Atomtests einzustellen, schloss die CEA den Standort rund um das Fort Ende 1997. Sie hatte aber bereits von 1996 bis 1998 und dann wieder von 2001 bis 2002 Arbeiten zur Demontage und Sanierung von Gebäuden und Böden durchgeführt, die möglicherweise atomar kontaminiert waren. Angesichts der Gefahr einer Restkontamination des Geländes durch radioaktive und pyrotechnische Stoffe wurde im Frühjahr 2000 eine Begutachtung durchgeführt und am 25. Januar 2001 eine Überwachungskommission gegründet. Nach einer weiteren Überprüfung im Jahre 2004 unterzeichneten die Präfekten der Departments Seine-Saint-Denis und Seine-et-Marne am 22. September 2005 ein Dekret, das die Nutzung des Standorts auf gewerbliche Tätigkeiten oder Dienstleistungen für die Industrie oder ähnliches beschränkte. Ein möglicher Gipsabbau auf dem Gelände sollte allerdings noch geprüft werden.
Im Jahr 2010 erwarb die zum Industriekonzern Compagnie de Saint-Gobain gehörende Firma Placoplatre einen Teil des Geländes, einschließlich der noch erhaltenen Festungsbauten. Der größere Teil der belasteten Flächen blieb in öffentlicher Hand. Placoplatre wollte auf seinem Teil Gips abbauen, wozu es aber nicht kam. 2014 wurde bei einer Messung an einem Punkt auf dem Gelände des Forts in Fort de Vaujours eine 10- bis 20-mal höhere Radioaktivität als normal festgestellt. Obwohl die ASN, die Autorité de sûreté nucléaire, dies nicht als repräsentativ für den gesamten Standort ansehen wollte und auch nicht für die Strahlenbelastung, der Arbeiter auf dem Gelände ausgesetzt sein könnten, war sie dennoch der Meinung, dass es Sache von Placoplatre sei, die geeigneten Maßnahmen zu ergreifen, um den Strahlenschutz der Arbeiter und der Umwelt während der geplanten Abbrucharbeiten sicherzustellen. 2015 nahm Placoplatre mit Zustimmung der Behörden die Arbeiten auf dem Gelände wieder auf. Parallel dazu wuchs der Widerstand gegen diese Pläne, und eine Petition, die „die Wahrheit über Fort Vaujours“ forderte, erhielt mehr als 130.000 Unterschriften.
Die CEA, die 2018 in einer eigenen Broschüre die kontaminierten Funde von 2014 für unbedenklich erklärte, da es sich bei ihnen „um anthropogenes Uran, d. h. um Uran, das von Menschen hergestellt wurde“ mit niedriger Isotopie gehandelt habe, berichtete davon, dass Im August 2017 beim Abtragen von Erdreich, das die Kasematten außerhalb des Zentralforts von Vaujours bedeckte, Objekte mit schwacher Uranmarkierung entdeckt worden seien. „Dies stellt die radiologische Geschichte des Geländes nicht in Frage und fällt unter die 2005 eingeführte Dienstbarkeit“ – mithin also gewerbliche Tätigkeiten auf dem Gelände erlaube, auch den Gipsabbau. Ein Pressebericht vom Juli 2022 verdeutlichte aber, dass die Nutzung des Geländes noch immer nicht erfolgt war und weiterhin offen blieb. Den Kommunen, denen es 2017 schon zu teuer erschien, ihren Teil des Gesamtgeländes zu sichern und zu dekontaminieren, hatten hierfür inzwischen auch Placoplatre gewinnen können und einen zweistufigen Plan entwickelt. Demnach sollte zunächst auf den ehemaligen kommunalen Flächen 30 Jahre lang von Placopatre Gips abgebaut werden. Eine zweite Betriebsphase sah dann auf dem ehemaligen Fort-Gelände ebenfalls einen 18 Jahre dauernden Gipsabbau vor.
Gegen diese Pläne wandte die Umweltbehörde ein, dass in den Plänen die Folgenabschätzung nicht klar und verständlich die Herausforderungen im Zusammenhang mit der potenziellen radiologischen Verschmutzung am Standort darstellt und die Firma Placoplatre ihrerseits nicht die bereits ergriffenen und noch zu ergreifenden Maßnahmen zur Identifizierung und zur Behandlung möglicher Verschmutzungsquellen. Deshalb sei eine klare und umfassende Behandlung dieser Thematik innerhalb einer Umweltverträglichkeitsprüfung erforderlich.
Schon 2017 erklärten die kommunalen Behörden, dass sie die Sicherheit des Geländes nicht garantieren könnten und dieses zu einer gesetzlosen Zone geworden sei. In einem anderen Artikel heißt es angesichts der sich seit 1997 hinziehenden Auseinandersetzungen um das Fort Vaujour:

„Seitdem sind, wie es bei verlassenen Orten oft der Fall ist, Hausbesetzer und Neugierige die Hauptbewohner des Forts. Auch die Street Art hat hier ihren Platz, denn das Gelände ist mit Spraykunstwerken übersät. Die beiden beliebtesten Aktivitäten im Fort de Vaujours sind jedoch Urbex und Airsoft. Urbex steht für Urban Exploration, eine Praxis, die immer mehr Anhänger findet. Airsoft ist eine Disziplin, bei der zwei Teams mit nachgebauten Schusswaffen gegeneinander antreten...“